# 지노 도시키
지노 도시키(일본어: 千野 俊樹, 1985년 7월 19일 ~ )는 일본의 전 축구 선수이다.

## 구단 경력
과거 방포레 고후, 블라우블리츠 아키타에서 활동하였다.